# Одинцово
Одинцо́во — город (с 1957 года) в России, административный центр Одинцовского городского округа Московской области, город областного подчинения. Западный город-спутник Москвы. Через Одинцово проходит Можайское шоссе, на юге к черте города примыкает федеральная автомобильная дорога М1 «Беларусь» (Минское шоссе) (4 км от МКАД).

## Этимология
Возник как посёлок при станции Одинцово (открыта в 1870 году), которая названа по селу Одинцово, а оно — по имени одного из его ранних владельцев Одинец («бобыль, одинокий человек»). С 1939 года — рабочий посёлок, с 1957 года — город Одинцово.

## История

### Первые поселения
На территории Одинцовского района (городского округа) сохранились многочисленные памятники археологии. Наиболее ранними из них являются городища начала нашей эры, к числу которых относят Барвихинское, Луцинское и Мозжинское. Во время археологических раскопок в Одинцовском районе были найдены глиняные грузики, костяные стрелы, керамические предметы, остатки скелета мамонта и древние украшения.

### Во владении представителей рода Одинцовых

Памятник Андрею Ивановичу Одинцу

Своё название Одинцово получило от прозвища боярина великого князя Дмитрия Донского — Андрея Ивановича Одинца, жившего во второй половине XIV в. и принадлежавшего к старинному боярскому роду, ведущему начало от касожского князя Редеди, упоминающегося в Лаврентьевской летописи под 1022 годом.
Поместье находилось в руках рода Одинцовых, пока внук Андрея Ивановича — Федосий — не разгневал великого князя Василия Тёмного и не был вынужден сбежать в Литву.

### Дальнейшие владельцы
Село Одинцово известно с 1470 года.

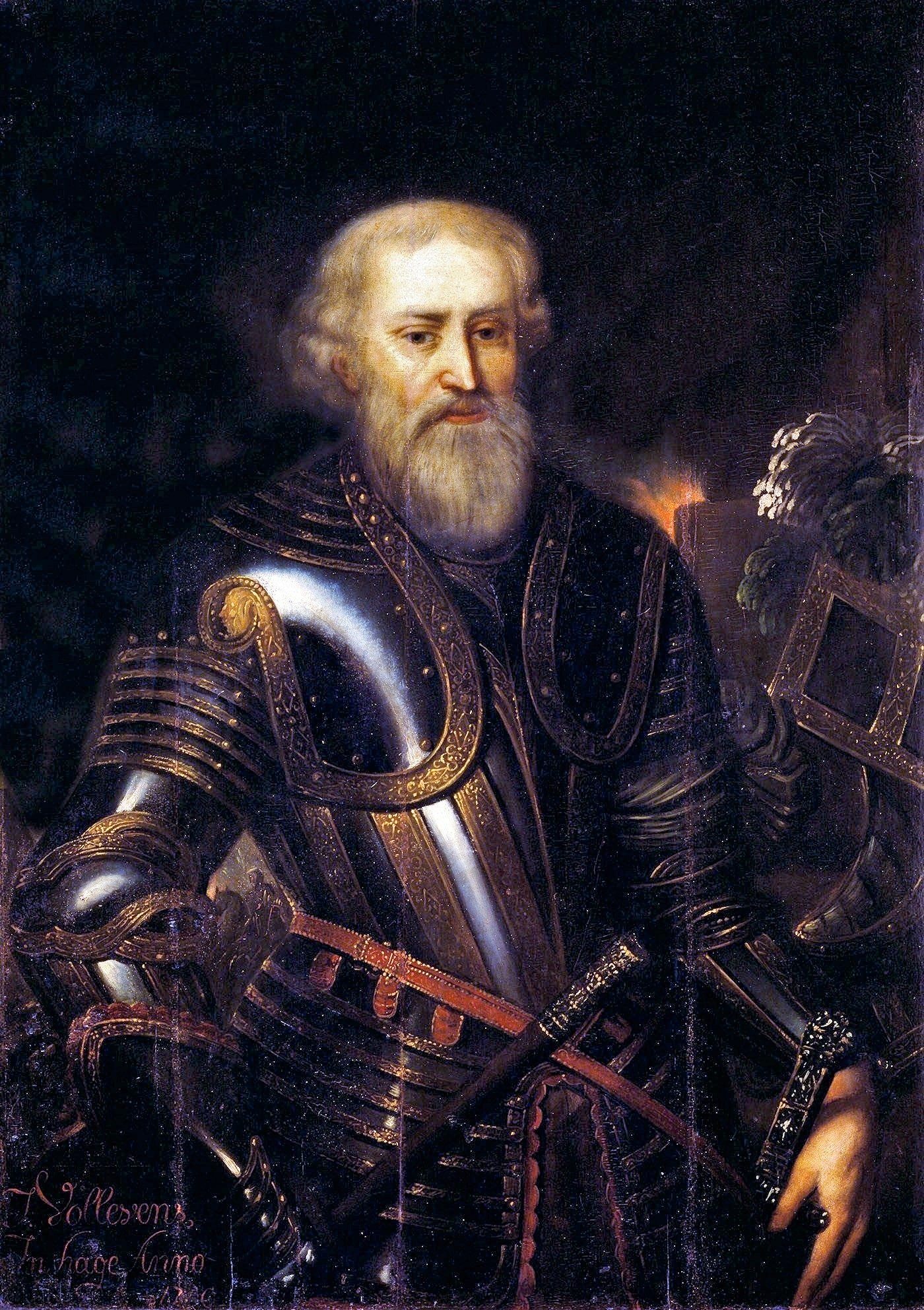
Портрет Артамона Сергеевича Матвеева

После присоединения в 1514 году Смоленска и его земель к Московскому княжеству Одинцово оказалось на пути важной государевой дороги — Смоленского тракта.
В конце XVI века оно стало поместьем Исленьевых, ветви знаменитого рода бояр Вельяминовых-Воронцовых.
В 1668 году сыновья Степана Исленьева Данила и Иван Степановичи купили Одинцово в вотчину, а через пять лет продали боярину Артамону Сергеевичу Матвееву.
После смерти царя Алексея Михайловича Матвеев оказался в опале и был выслан в Пустозерск, затем в далёкую Мезень, а Одинцово причислено к дворцовым землям. Из ссылки Артамон Матвеев вернулся только в мае 1682 г., когда на престол вступил молодой Пётр I и его брат Иван. Через год, в 1683 году, по царскому указу Одинцово было возвращено сыну Матвеева — Андрею Артамоновичу.
К концу XVII века в Одинцове уже насчитывалось 22 крестьянских 18 бобыльских дворов, где жил 81 человек.
В 1704 году Андрей Артамонович строит в память об отце деревянную церковь во имя священномученика Артемона (у святого имелся спутник — олень, что позднее было отражено в гербе города Одинцова).
После смерти Андрея Артамоновича его сын граф Матвей Андреевич в 1735 году заложил Одинцово вдове графа Павла Ивановича Ягужинского Анне Гавриловне, от которой оно перешло к её сыну графу Сергею Павловичу Ягужинскому. Последний в 1760 году продал село графу Андрею Михайловичу Ефимовскому, от которого оно досталось его сыну Петру Андреевичу. По данным 1786 года в Одинцове значилось 205 ревизских душ. В 1800 году владельцем Одинцова стал граф Александр Андреевич Зубов, родной брат Платона Зубова, последнего фаворита Екатерины II.
Жена Зубова Елизавета Васильевна в 1802 году завершает строительство каменного храма «Во имя Гребневской божьей матери», сохранившегося до наших дней. Позднее к церкви была пристроена колокольня высотой более 30 метров и устроены два придела. В приход церкви входили, помимо Одинцова, близлежащие деревни Акишево, Мамоново и село Марково.
Находясь на Смоленской дороге, Одинцово попало в полосу военных действий во время войны 1812 года. Отходя к Москве, в ночь с 31 августа на 1 сентября 1812 года в соседнем Мамонове останавливались войска Кутузова. Спустя сутки в село вошли французы. Сохранилось распоряжение Наполеона к Иоахиму Мюрату, командовавшему кавалерийским корпусом, о выходе корпуса из Одинцова.
В 1810 году в имении было 607 жителей, а к 1814 году их число сократилось на треть — до 416 человек. По данным 1852 года, в селе стояли храм и 16 дворов, где было 86 мужчин и 85 женщин.
Зубовы владели Одинцовом всю первую половину XIX века, вплоть до 1853, когда граф Александр Николаевич Зубов продал свою вотчину тайному советнику князю Б. В. Мещёрскому. В конце 60 годов XIX века было образовано акционерное общество во главе с князем Мещёрским и графом Уваровым, взявшее на себя постройку железной дороги Москва — Смоленск.
От крепостной зависимости одинцовские крестьяне полностью смогли освободиться только через 20 лет после реформы 1861 года. За свою «волю» 70 местных крестьян заплатили князю Мещёрскому 9333 руб. 33 коп.
С постройкой железной дороги Москва — Смоленск (1870 год) рядом с железнодорожной станцией возник рабочий посёлок Одинцово для железнодорожников и рабочих кирпичных заводов, которые открывались один за другим на богатых одинцовских глинах рядом с железной дорогой. С 1875 по 1895 их открылось шесть: три в посёлке Одинцово (В. И. Якунчикова, А. И. Веригина, В. Н. Гирша) и три в селе Одинцово (П. С. Павловой, И. У. Ульянова, Ф. Л. Шейкина).
В 1891—1892 годах на даче в Одинцове жил поэт Валерий Брюсов. Несколько летних сезонов провёл популярный артист Павел Орленев. Также в Одинцове жили двоюродный брат А.П. Чехова — А. А. Долженко и известный художник, автор герба СССР — И. И. Дубасов.

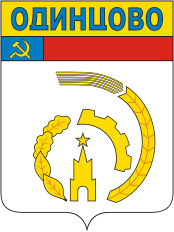
Герб (1985)

Административно входило в состав Перхушковской волости Звенигородского уезда Московской губернии.

### XX век
В октябре 1917 года в Одинцове появились ячейки большевиков. К 1917 году в посёлке проживало до тысячи человек и 3 июля 1918 года был образован Одинцовский район (на правах волости), объединив 29 селений, расположенных вокруг. Тогда из шести кирпичных заводов работали только два: В. И. Якунчикова и Ф. А. Шейкина. К 1928 г. был создан трест «Моссиликат», куда вошли эти заводы по производству красного кирпича, востребованного для республики. Завод Якунчикова стал «Кирпзаводом № 6», а Шейкина — «Кирпзаводом № 3/5». Эти заводы были объединены в Одинцовскую группу заводов, где трудились: рабочих — 1899, обслуживающего персонала — 39, служащих — 132, всего — 2070 человек. К 1933 г. на заводе № 6 работало 643 чел., на Внуковском кирпичном заводе № 2 (бывший завод Ф. Шейкина) — 658 чел., на Козыречно-клеёнчатой фабрике Райпромкомбината — 24 чел. В 20-е годы в посёлке были организованы клуб «Всевобуч», молодёжный клуб, при котором существовал народный театр под руководством местного жителя Алексея Ломоносова.
Перепись 1926 года насчитывает в селе 95 хозяйств и 411 жителей, а в посёлке Одинцово-Отрадное 2133 человека.
С 1920 года в селе работала начальная школа на 50 учеников, располагавшаяся у Можайской дороги в деревянном доме барачного типа. В посёлке имелись две школы, где обучались по 200 учащихся. В 1934 году открылась семилетка в деревне Акишево, а ещё через четыре года такая же появилась и в посёлке. С 1930 года начала свою работу поселковая библиотека. В начале 1939 года в посёлке Одинцово проживало более 12 тысяч человек, и он был преобразован в рабочий посёлок. Здесь началось строительство домов городского типа. Однако, начавшаяся Великая Отечественная война не дала возможность дальнейшему развитию посёлка. В селе Одинцово с 1931 года начал работать колхоз им 6-го съезда Советов. Он был небольшим, объединил всего 46 крестьян, в колхозе было 115 гектаров пахотной земли, да небольшое молочное стадо.
В начале Великой Отечественной войны в одной из школ разместился полевой военный госпиталь № 174, который принимал раненых воинов. Одинцово стало ближним тылом частей и подразделений 5-й и 33-й армий Западного фронта во время битвы под Москвой. Акишевскую школу занял штаб одного из полков 21-й Московской дивизии народного ополчения. Ополченцы вместе с одинцовскими жителями сооружали линию обороны в районе Перхушково. Местные предприятия перешли на выпуск военной продукции. Кирпичный завод освоил производство противопехотных и противотанковых мин. Завод бытовой химии изготавливал специальные защитные маскировочные краски, мебельный комбинат-ящики для снарядов и патронов.
В ноябре 1947 года на базе передвижных ремонтно-механических мастерских создаётся «Завод металлоконструкций». Кирпичный завод № 2 ещё в 1943 году освоил производство огнеупорного кирпича, а позже огнеупорных фасонных изделий, став именоваться «Внуковским заводом огнеупорных изделий». Строительная отрасль в послевоенные годы становится одной из основных в промышленности Одинцова.
В 1957 году в посёлке проживало уже 20,3 тыс. человек. 17 июля 1957 года он был преобразован в город с включением в его черту посёлков Красная, Верхнее и Нижнее Отрадное, Железнодорожный и деревни Яскино.
В 1965 году было принято решение о расширении границ города, в которые вошли село Одинцово, деревня Акишево и ряд соседних рабочих и дачных посёлков (в том числе Баковка).
1 сентября 1989 года в здании бывшей конторы завода В. Я. Якунчикова открылся Историко-краеведческий музей.

## Население
| 1926     | 1939     | 1959     | 1967     | 1970     | 1975     | 1976     | 1979     | 1982     | 1985     | 1986     |
| -------- | -------- | -------- | -------- | -------- | -------- | -------- | -------- | -------- | -------- | -------- |
| 3000     | ↗12 548  | ↗20 337  | ↗43 000  | ↗67 354  | ↗89 000  | →89 000  | ↗101 365 | ↗109 000 | ↗116 000 | →116 000 |
| 1987     | 1989     | 1990     | 1991     | 1992     | 1993     | 1994     | 1995     | 1996     | 1997     | 1998     |
| ↗120 000 | ↗125 149 | ↗128 000 | →128 000 | ↗129 000 | ↗130 000 | →130 000 | →130 000 | ↘129 000 | ↘128 000 | ↗129 000 |
| 1999     | 2000     | 2001     | 2002     | 2003     | 2004     | 2005     | 2006     | 2007     | 2008     | 2009     |
| ↘127 600 | ↘127 400 | ↗127 500 | ↗134 844 | ↘134 800 | ↘133 600 | ↘133 200 | ↘131 800 | ↘130 100 | ↘129 000 | ↘127 967 |
| 2010     | 2011     | 2012     | 2013     | 2014     | 2015     | 2016     | 2017     | 2018     | 2019     | 2020     |
| ↗138 930 | ↗139 000 | ↘137 592 | ↗137 810 | ↗140 439 | ↗141 429 | ↘141 317 | ↗141 493 | ↘140 537 | ↘137 528 | ↘135 506 |
| 2021     | 2023     | 2024     |          |          |          |          |          |          |          |          |
| ↗180 530 | ↗186 172 | ↗187 301 |          |          |          |          |          |          |          |          |

На 1 января 2025 года по численности населения город находился на 96-м месте из 1124 городов Российской Федерации.
Одинцово занимает второе место в рейтинге городов Московской области по плотности населения — на квадратный километр общей территории приходится 5594 человек.

## Внутреннее деление
Город делится на несколько номерных микрорайонов (№ 1, 1а, 2, 3, 4, 5, 5а, 5б, 6, 6а, 7, 7а, 8, 9), а также микрорайоны «Отрадное», «Баковка», «Кутузовский», Новая Трёхгорка и Город-событие. Также в городе выделяют Центральную зону и Восточную, Южную и Западную промзоны.

## Образование

### Среднее образование
- Средняя общеобразовательная школа № 1
- Средняя общеобразовательная школа № 3
- Средняя общеобразовательная школа № 5
- Средняя общеобразовательная школа № 8
- Средняя общеобразовательная школа № 9 им. М. И. Неделина
- Средняя общеобразовательная школа № 12
- Средняя общеобразовательная школа № 15 (Закрыта в 2010 году и переделана в управление образованием)
- МБОУ ОЦ Флагман
- Лицей № 2
- Лицей № 6 им. А. С. Пушкина
- Десятый лицей
- Гимназия № 4
- Гимназия № 7
- Гимназия № 11
- Гимназия № 13
- Гимназия № 14
- Одинцовская Лингвистическая Гимназия
- Горчаковский лицей МГИМО

### Высшее образование
- МГИМО-Одинцово — филиал Московского государственного института международных отношений (университета) МИД Российской Федерации;
- Одинцовский филиал Международного юридического института;
- ранее располагались филиалы Российского Государственного Гуманитарного Университета и Современной гуманитарной академии.

### Профессиональное образование
- Государственное бюджетное профессиональное образовательное учреждение Московской области «Одинцовский техникум»;

Также, в Одинцове расположен Центр проблем автоматизации и проектирования радиоэлектронной аппаратуры Российской академии наук (ЦПАП РЭА РАН).

## Экономика

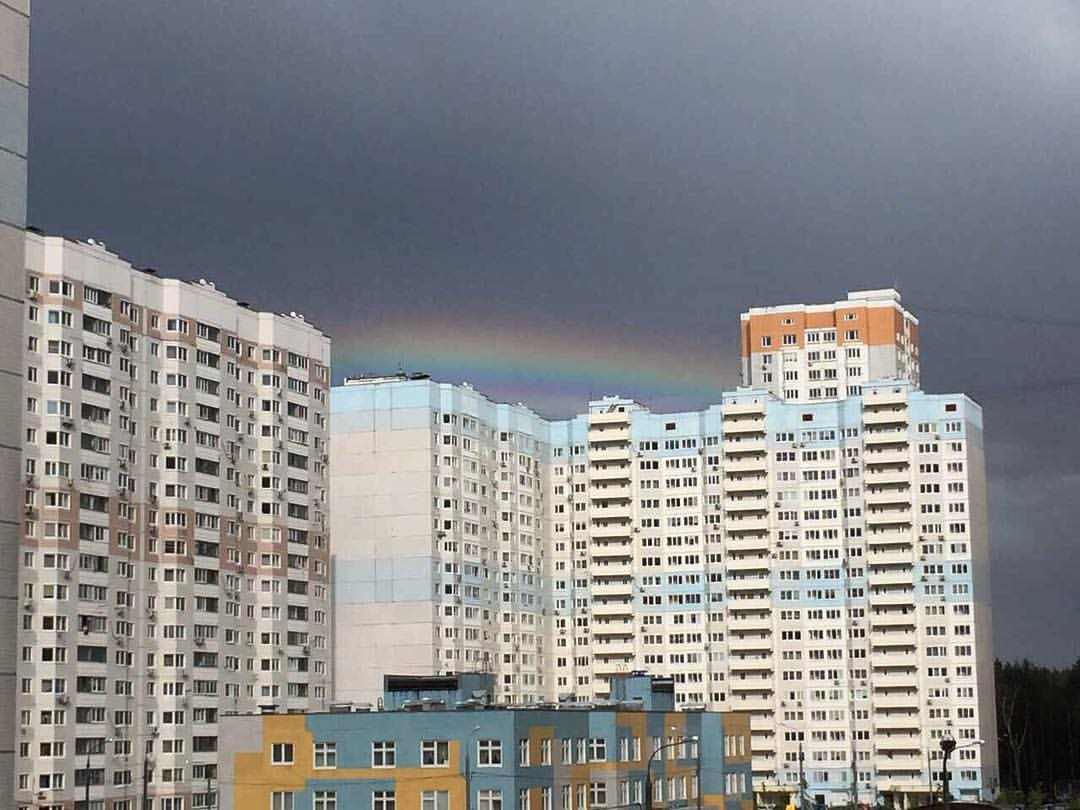
Жилой комплекс в Одинцове

Основным градообразующим предприятием является ОАО «Трансинжстрой». Созданное в мае 1955 года как Управление 10А Министерства транспортного строительства СССР, оно занималось строительством шахтных пусковых установок и сооружений метрополитенов по всей стране. Одинцовские СМИ называют свой город «столицей Трансинжстроя». С 1965 года Управление 10А развернуло массовое жилищное строительство в Одинцове. В настоящее время компания не ведёт жилищное строительство в черте города. В советское время город снабжался по высшей категории, продовольственные магазины были полны продуктов, в связи с тем, что здесь было Управление 10А.
Значительную часть населения Одинцова составляли кадровые офицеры РВСН, служившие в Одинцово-10 (Власихе). Командование РВСН также занималось застройкой Одинцово.
В настоящее время бо́льшая часть населения города занята на предприятиях Москвы — не случайно в Одинцове самое высокое число автомобилей на одну тысячу жителей.
В городе также присутствует производственная база Московской территориальной фирмы «ТАГАНКА-МОСТ», филиала ОАО «Мостотрест».
В Одинцове функционируют лакокрасочный завод, завод огнеупорных изделий (ВЗОИ, бывший кирпичный завод № 2 Ф. Л. Шейкина), завод металлоконструкций «Стромремонтналадка» компании «СУ-155», имеется деревообрабатывающее, машиностроительные производства. Ранее в посёлке Баковка был завод по производству эмалированной посуды. В настоящее время на этих площадях находится Центр кузовного ремонта. Там же находился Баковский завод резинотехнических изделий — крупнейший в своё время производитель презервативов в СССР, на территории которого сейчас располагается производство косметики «Красная линия». В Одинцовском районе расположена кондитерская фабрика, выпускающая конфеты «Коркунов» (принадлежит компании «Mars»).
Переехал из Москвы в Одинцово «Калибровский завод» (на территорию ОМЗ).

## Транспорт
Город расположен на линии МЦД-1, связан с Москвой и ближайшими населёнными пунктами автомобильными дорогами, а также железной дорогой Смоленского направления.

### Автомобильные дороги
Главной улицей города, проходящей с востока на запад, является Можайское шоссе; с юга и юго-запада вдоль города проходит федеральная автодорога М1 «Беларусь» (Минское шоссе), на которую имеются выезды с улиц Восточная и Маковского; также в городе начинаются Красногорское и Подушкинское шоссе.
С 26 ноября 2013 года действует Северный обход Одинцова — федеральная платная скоростная автодорога, строительство которой велось с октября 2010 года. Эта дорога стала новым выходом на МКАД с федеральной автомобильной дороги М1 «Беларусь» Москва — Минск. В перспективе северный обход Одинцова вольется в северный дублёр Кутузовского проспекта, который пройдет вдоль Смоленского направления МЖД от Молодогвардейской развязки до Москва-Сити. Кроме этого, планируется построить съезд-заезд в микрорайон Новая Трёхгорка, который, согласно обещаниям районных властей, должен был быть готов ещё в конце 2016 года.

### Общественный транспорт
маршрутное такси:
44к
11к
12к
15к
19к
1
339
14
27
39
электрички:
Одинцово
Баковка
Сколково
Немчиновка

#### Автобусное сообщение
По городу проходят несколько маршрутов автобусов, обслуживаемых Одинцовским ПАТП.
Есть также городские маршруты, обслуживаемые только коммерческими перевозчиками. На всех маршрутах наряду с наличными принимается транспортная карта «Стрелка».
Также город связан несколькими автобусными маршрутами с Москвой такими как 339,461,1043. Помимо этого, автобусные маршруты соединяют Звенигород, Власиху, Голицыно и многие населённые пункты Одинцовского городского округа с его административным центром.

#### Железнодорожный транспорт
В черте города расположены платформы Отрадное и Баковка, а также станции Одинцово и Сколково Смоленского направления железной дороги. Все они оборудованы турникетами.
В настоящее время реализуется проект Московские центральные диаметры (МЦД), предусматривающий реконструкцию существующих сквозных железнодорожных линий Московской железной дороги и организацию на них диаметральных маршрутов пригородных электропоездов. Станция Одинцово является конечной первого маршрута — МЦД-1 (Лобня — Одинцово). Движение открыто 21 ноября 2019 года.
Аэроэкспресс
«Аэроэкспресс» и Центральная пригородная Пассажирская компания (ЦППК) осуществляют совместные рейсы Одинцово — аэропорт Шереметьево.

## Культура
Старейшей и крупнейшей культурно-развлекательной площадкой города является МУП «Одинцовский районный дом культуры и творчества»,, открывшийся в апреле 1974 года как Гарнизонный Дом офицеров.
При Доме культуры действует театр-студия «Наш дом», созданный в 1975 году. Режиссёр театра — заслуженный работник культуры РФ, член Союза театральных деятелей РФ, лауреат премии им. К. Симонова Алла Зорина.
Также действуют городской муниципальный Дом культуры «Солнечный», Баковский муниципальный культурно-досуговый центр, Одинцовский городской библиотечно-информационный центр.
В Одинцове имеется два храма Русской православной церкви — новый храм Святого Великомученика Георгия Победоносца и небольшая классицистическая церковь в честь Гребневской иконы Божией Матери (1802 г.), располагающаяся при въезда в Одинцово слева по Можайскому шоссе, и являющаяся главной исторической достопримечательностью Одинцова.

## Почётные граждане
Звание «Почётный гражданин города Одинцово» носят пять человек:
- Толубко Владимир Фёдорович — советский военачальник, главный маршал артиллерии, заместитель министра обороны СССР, Герой Социалистического Труда
- Чистякова Валентина Яковлевна — первый секретарь Одинцовского ГК КПСС с 1965 года
- Галактионов Александр Алексеевич — председатель исполкома Одинцовского городского Совета в 1968—1980 годах
- Рахманинов Юрий Павлович — советский и российский учёный, инженер, метростроевец, Герой Социалистического Труда, заслуженный строитель СССР
- Лазутина Лариса Евгеньевна — лыжница, пятикратная Олимпийская чемпионка, Герой РФ, депутат Московской областной Думы.

## Достопримечательности

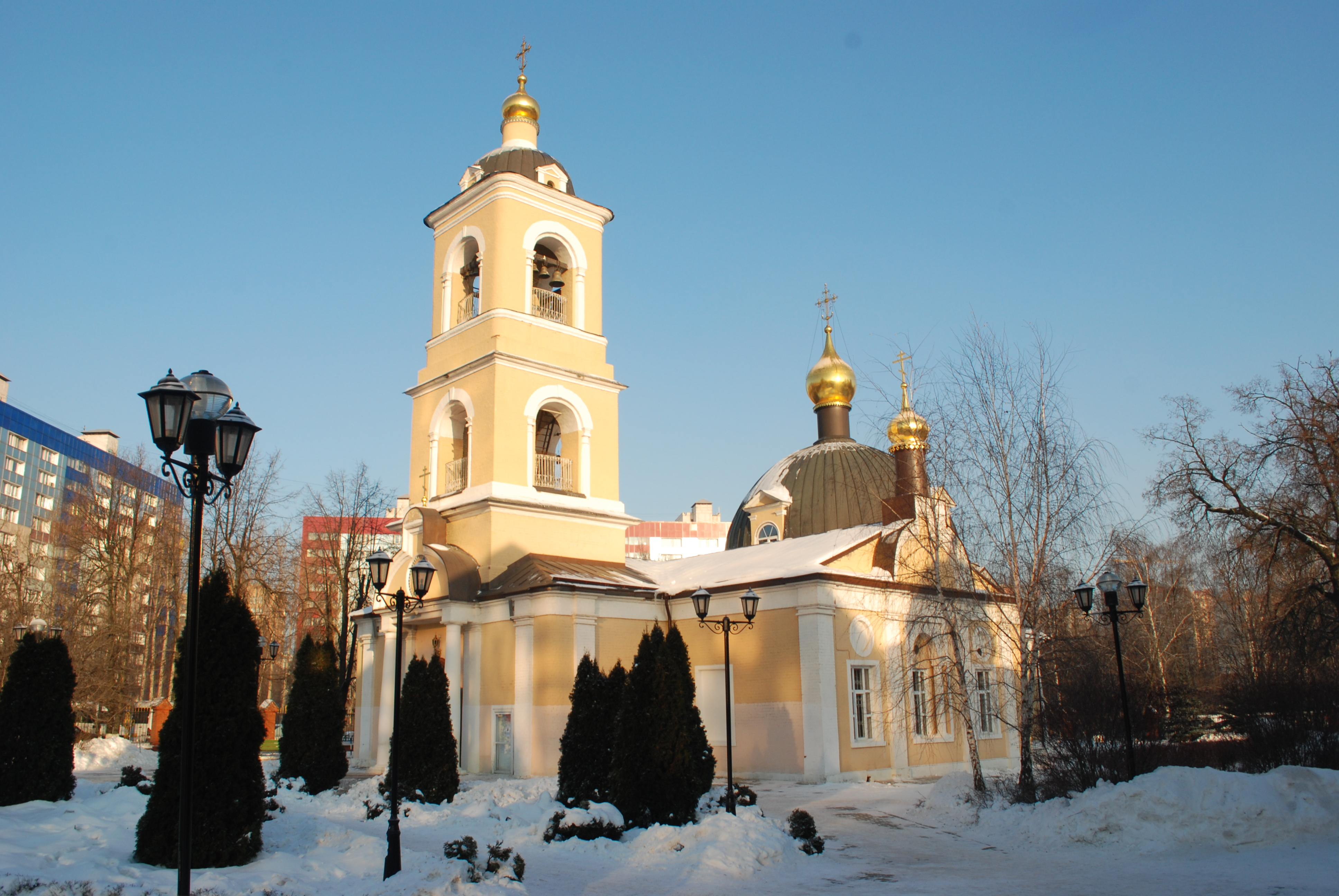
Гребневская церковь
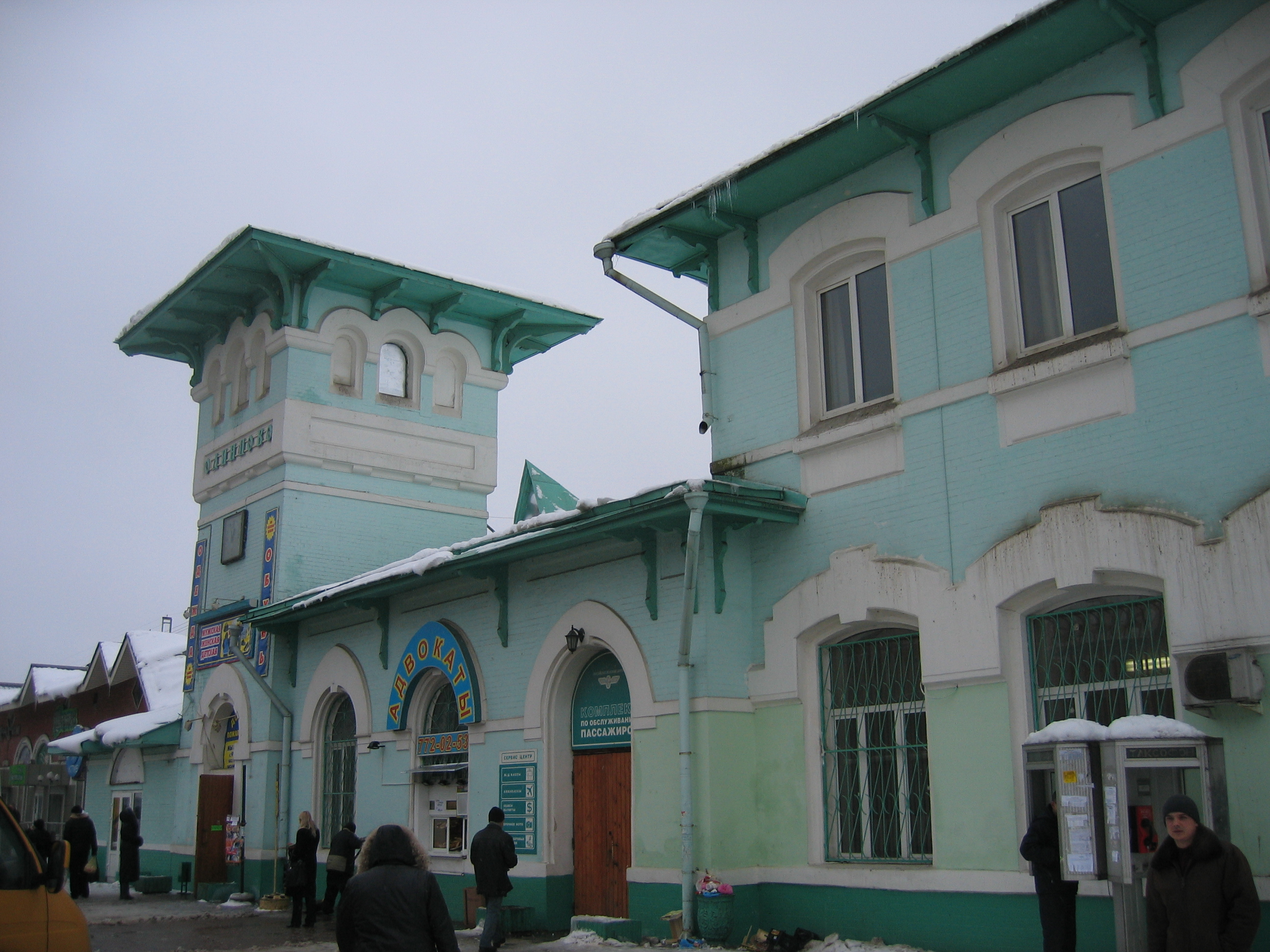
Старое здание вокзала
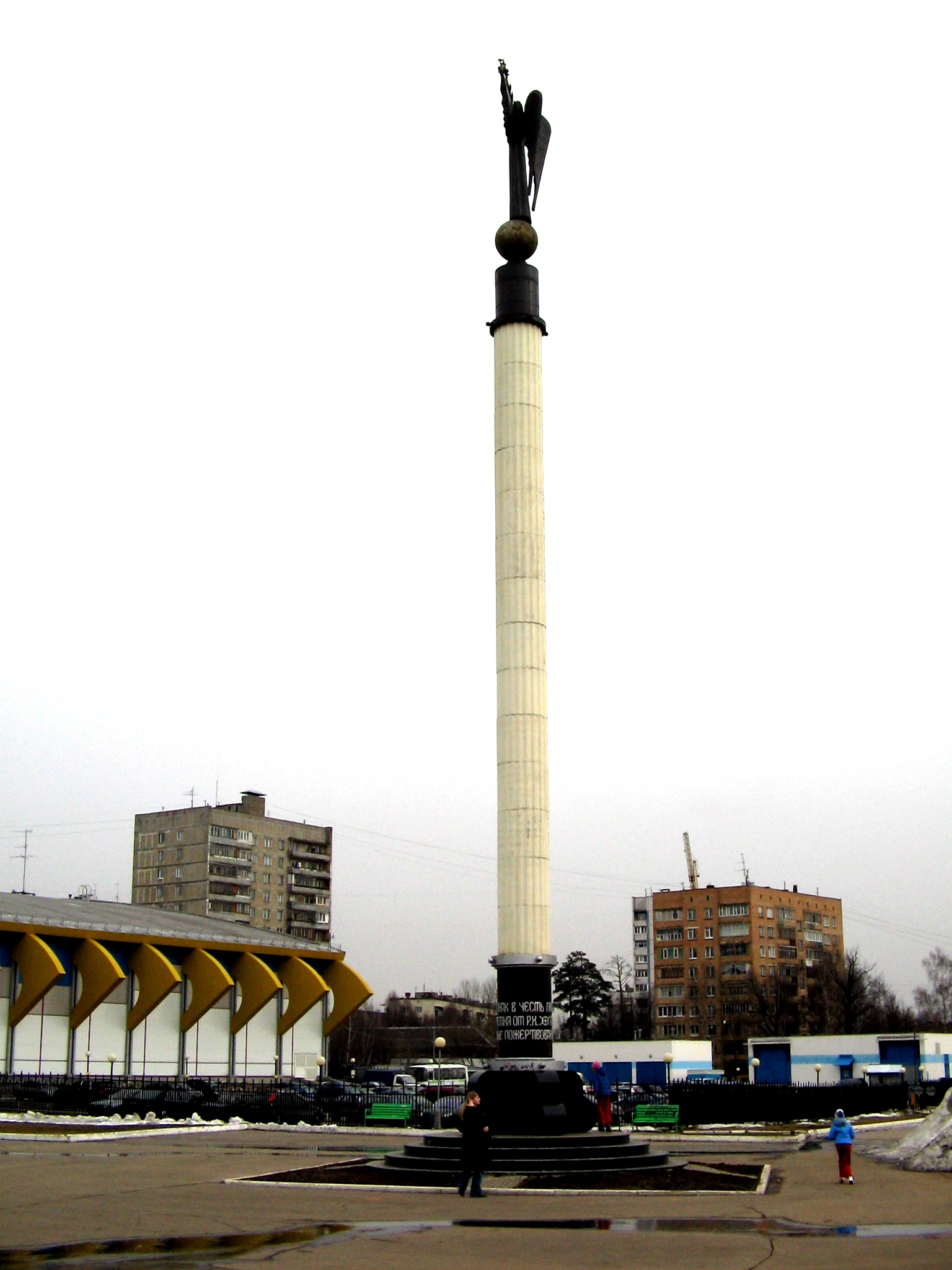
Колонна в Одинцове
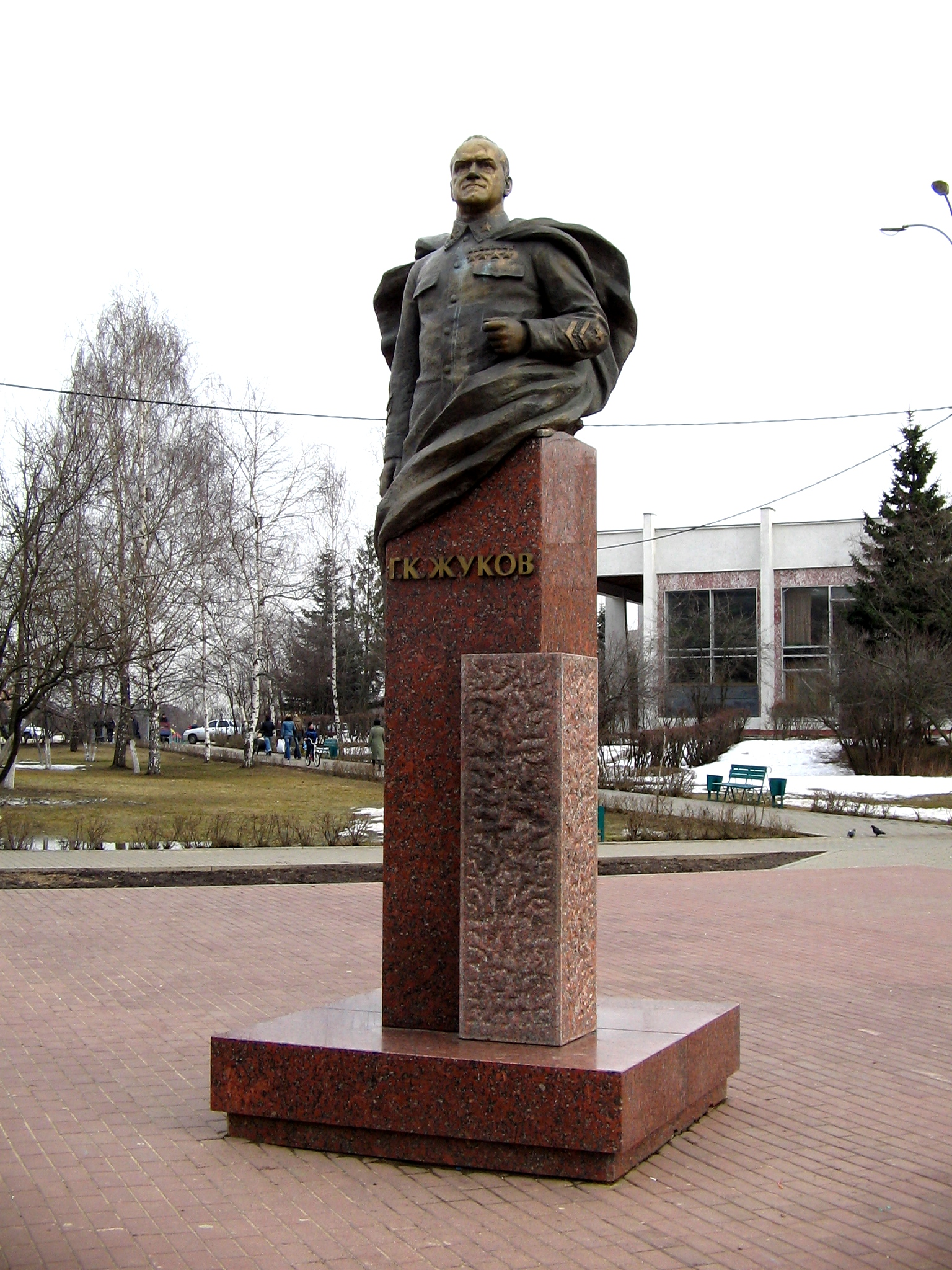
Памятник маршалу Г. К. Жукову

### Исторические
Среди сохранившихся в городе исторических построек: Гре́бневская церковь (1802), здание вокзала (1899—1900) архитектора Л. Н. Кекушева, контора кирпичного завода Василия Ивановича Якунчикова (1887, ныне Одинцовский историко-краеведческий музей).
Севернее Одинцова в долине реки Саминка расположен крупнейший в Подмосковье курганный комплекс вятичей XI—XII веков, некогда насчитывавший 248 курганов.

### Современные
- Здание оригинальной архитектуры — ВСК (Волейбольно-спортивный комплекс). На его базе проводятся соревнования федерального масштаба и сборы национальных команд России по волейболу. В нём играют 2 ведущих российских клуба — мужская «Искра» и женская «Заречье-Одинцово».
- Памятник маршалу Г. К. Жукову. Установлен в 2000 году. Автор памятника — Анатолий Андреевич Бичуков
- Памятник боярину Одинцу. Установлен в 2007 году на центральной площади города.
- Рядом с памятником Одинцу поставлены бюсты известным одинцовцам: маршалу Виктору Толубко, Валентине Чистяковой, руководителю «Трансинжстроя» Юрию Рахманинову, Александру Галактионову, Ларисе Лазутиной, Виктору Куренцову[68].
- Скульптурная группа «Олени» на островке озера в центре города.
- Спортивный парк отдыха имени Героя России Ларисы Лазутиной — открытый в 2015 году парк в северо-западной части, известный своей лыжероллерной трассой.
- Стадион «Центральный» (реконструирован в 2020 году)[69].
- Стадион «Локомотив» (в Баковке). Зимой на стадионе заливается открытый каток для массовых катаний.
- Скульптурная композиция Людмиле Пахомовой и Александру Горшкову. Установлена в декабре 2006 года у Ледового дворца, в котором находится детско-юношеская спортивная школа фигурного катания имени этих прославленных танцоров на льду[70].
- Музей уличного искусства — галерея граффити в микрорайоне «Новая Трёхгорка». Первый в России музей под открытым небом, полностью консолидированный в среду обитания, открылся в конце августа 2019 года в завершение международного арт-фестиваля Urban Morphogenesis «Культурный код». Объектом музея стали росписи 52-х фасадов многоэтажных домов, технических сооружений и школ, выполненные командой из более 80-ти известных художников из 26 стран мира. Среди работ — самое высокое в мире граффити (65 метров) ‒ портрет Юрия Гагарина (художник — итальянец Йорит Агоч)[71].
- Памятник Митрофану Неделину — первому Главкому РВСН, установлен в 2019 году[72].

### Природные
- Пруд кольцеобразной формы в центре города. Диаметр не более 50 метров, в центре остров.
- В близлежащем лесу находится озеро — неподалёку от третьего километра Подушкинского шоссе.
- Пруд в микрорайоне «Баковка»

## Города-побратимы
Список городов-побратимов Одинцово и Одинцовского городского округа:
| Город                            | Страна   |
| -------------------------------- | -------- |
| Бердянск                         | Украина  |
| Кизляр                           | Россия   |
| Виттмунд                         | Германия |
| Суджанский район Курской области | Россия   |
| Республика Алтай                 | Россия   |
| Крушевац                         | Сербия   |